# 승한
승한(承汉, 본명: 홍승한, 2003년 10월 2일 ~ )은 대한민국의 가수이며, XngHan&Xoul로 데뷔했다. 보이그룹 라이즈의 멤버였다.

## 생애
승한(홍승한)은 2003년 12월 5일 대한민국 경기도 고양시에서 태어났다.
승한은 2022년 SMROOKIES의 멤버로 공개되었고, 2023년에 라이즈의 멤버로 데뷔했으나, 데뷔 전 사생활 논란으로 인해 1년 뒤인 2024년에 팀을 탈퇴했다.
2025년 7월 31일 솔로 데뷔를 하였다.

## 음반

### 싱글
- 《Waste No Time》 (2025년 7월 31일)